# Змијске Очи (филм из 2021)
Змијске Очи: Џи Ај Џо Почеци (енгл. Snake Eyes: G.I. Joe Origins) или једноставно Змијске Очи (енгл. Snake Eyes) амерички је суперхеројски филм из 2021. године у режији Роберта Швенткеа. Сценарио потписују Еван Спилиотопулос, Џо Шрапнел и Ана Вотерхаус из приче Спилиотопулоса на основу стрипа Змијске Очи аутора Лерија Хаме и франшизе играчака Џи Ај Џо које је креирао Хасбро, док су продуценти филма Брајан Голднер, Ерик Хаусем и Лоренцо ди Бонавентура. Музику је компоновао Мартин Тодшароу. Представља спин−оф у серијалу Џи Ај Џо и први који се базира на главног лика.
Насловну улогу тумачи Хенри Голдинг као Змијске Очи, док су у осталим улогама Ендру Коџи, Урсула Корберо, Самара Вивинг, Харука Абе, Такехиро Хира и Ико Уваис. Дистрибуиран од стране Paramount Picturesа, светска премијера филма је била одржана 23. јула 2021. у Сједињеним Америчким Државама. 
Буџет филма је износио између 88—110 милиона долара.

## Радња
Змијске Очи, тврдоглави самотњак је примљен у древни јапански клан, Арашикаге, након што је спасио живот наследнику. По доласку у Јапан, Арашикаге уче Змијске Очи тајнама нинџа ратника, али му пружају и нешто за чиме је дуго жудео. Ту је нашао и свој дом. Међутим, када тајне из његове прошлости буду откривене, Змијске Очи ће морати да прође испит савезништва и части, чак иако то значи губитак поверења оних њему најближих.

## Улоге
| Глумац         | Улога                         |
| -------------- | ----------------------------- |
| Хенри Голдинг  | Змијске Очи                   |
| Ендру Коџи     | Томи Арашикаге / Олујна Сенка |
| Урсула Корберо | Ана Декобреј / Бароника       |
| Самара Вивинг  | О’Хара / Скарлет              |
| Харука Абе     | Акико                         |
| Такехиро Хира  | Кента Такамура                |
| Ико Уваис      | Чврсти мајстор                |